# Gözce, Bozyazı
Gözce là một xã thuộc huyện Bozyazı, tỉnh Mersin, Thổ Nhĩ Kỳ. Dân số thời điểm năm 2011 là 847 người.